# صالح اباذری
|-
| ||  ۲۰۲۴|یونان ||
}}
صالح اباذری (زادهٔ ۱۲ اسفند ۱۳۷۶ در اراک)، کاراته‌کا و عضو تیم ملی کاراته ایران است.
وی از 13 سالگی فعالیت خود در رشته کاراته را آغاز کرده و در 16 سالگی توانست به عضویت تیم ملی کاراته ایران در بیایید. شروع فعالیت کاراته صالح اباذری به همت و پیگیری های پدرش از باشگاه ماشین سازی اراک زیر نظر شیهان رحیم مختاری بوده و در کنار نفراتی همچون، سن سی محسن یعقوبی و سن سی محمود ویسمه اولین پله های ترقی را طی نمود.
او سابقه قهرمانی در مسابقات کشوری، آسیایی و جهانی را در کارنامه خود دارد و بیش از 10 مدال طلا، نقره و برنز در کارنامه‌اش به چشم می‌خورد.

## دستاوردها
- مدال نقره مسابقات کاراته قهرمانی نوجوانان آسیا (امارات ۲۰۱۳)
- مدل طلای مسابقات کاراته قهرمانی جوانان آسیا (مالزی ۲۰۱۴)
- مدال نقره مسابقات کاراته قهرمانی امیدهای آسیا (قزاقستان ۲۰۱۷)
- مدال نقره لیگ جهانی کاراته (ترکیه ۲۰۱۷)
- مدال طلای لیگ جهانی کاراته (ژاپن ۲۰۱۷)[۲]
- مدال طلای مسابقات کاراته قهرمانی آسیا ۲۰۱۸ (اردن)[۳][۴]
- مدال طلای مسابقات کاراته قهرمانی جهان ۲۰۱۸ (اسپانیا)
- مدال طلای مسابقات کاراته قهرمانی دانشجویان جهان (ژاپن ۲۰۱۸)
- مدال برنز لیگ جهانی کاراته (فرانسه ۲۰۱۸)[۵]
- مدال طلای لیگ جهانی کاراته (ترکیه ۲۰۱۸)
- مدال طلای مسابقات کاراته قهرمانی آسیا ۲۰۱۹ (ازبکستان)
- مدال نقره لیگ جهانی کاراته (فرانسه ۲۰۱۹)
- مدال نقره لیگ جهانی کاراته (اتریش ۲۰۱۹)
- مدال برنز لیگ جهانی کاراته (مراکش ۲۰۱۹)[۶]
- مدال نقره لیگ جهانی کاراته (چین ۲۰۱۹)
- مدال نقره لیگ جهانی کاراته (ژاپن ۲۰۱۹)[۷][۸]
- مدال برنز لیگ جهانی کاراته (اسپانیا ۲۰۱۹)[۹]
- مدال نقره لیگ جهانی کاراته (فرانسه ۲۰۲۰)[۱۰][۱۱]
- مدال برنز لیگ جهانی کاراته (شیلی ۲۰۲۰)[۱۲][۱۳]
- مدال نقره مسابقات کاراته قهرمانی آسیا ۲۰۲۱ (قزاقستان)[۱۴]
- مدال برنز مسابقات کاراته قهرمانی آسیا ۲۰۲۲ (ازبکستان)
- مدال طلا مسابقات کاراته قهرمانی آسیا ۲۰۲۳ (مالزی)[۱۵]
- مدال نقره مسابقات آسیایی تاشکند ۲۰۲۵ در بخش کومیته ( ازبکستان )